# Jacques Bisceglia
Jacques Bisceglia (* 21. Oktober 1940 in Paris; † 1. März 2013 ebenda) war ein französischer Jazz-Fotograf, Musikproduzent, Autor und Comicsammler.

## Leben
Bisceglia begann seine Karriere als Fotograf Anfang der 1960er Jahre nach Ableistung seines Militärdienstes in Algerien, als er in Paris Jazzgrößen wie Rex Stewart fotografierte. Ende jenes Jahrzehnts wirkte er bei den ersten Ausgaben des Musikmagazins Actuel von Claude Delcloo mit und war dann mit Delcloo Mitarbeiter des Musiklabels BYG Actuel, für das er fotografierte. Er brachte zahlreiche Musiker zum Label und produzierte Alben des Art Ensemble of Chicago (A Jackson in Your House), Don Cherry, Yusef Lateef, Archie Shepp, Alan Silva und Sun Ra. Seine Fotografien sind auf Alben u. a. von Andrew Cyrille, Claude Delcloo, Steve Kuhn und Kenneth Terroade zu sehen. Als Anhänger des Free Jazz schrieb er in späteren Jahren über Musiker wie Billy Bang und William Parker.
Bisceglia betätigte sich außerdem als Sammler von Comics und galt aufgrund seiner einschlägigen Veröffentlichungen als Spezialist auf diesem Gebiet. Er war Herausgeber der Zeitschrift Papiers Nickelés. Bisceglia, der Mitglied der französischen Académie du Jazz war, starb am 1. März 2013 an den Folgen einer sklerotischen Nervenerkrankung.

## Veröffentlichungen (Auswahl)
- Trésor du roman policier da la scene fiction et du fantastique. Catalogue encyclopedique. Paris, Editions de l’amateur 1981.
- Black & white fantasy (1984)
- Underground U.S.A: La bande dessinee de la contestation (1986)